# پنسیلوانین
| پرمین                                                       | سیسورالین  | آسلین     | → پس از آن  |
| کربنیفر                                                     | پنسیلوانین | گژلین     | ۲۹۸٫۹–۳۰۳٫۷ |
| کربنیفر                                                     | پنسیلوانین | کازیمووین | ۳۰۳٫۷–۳۰۷٫۰ |
| کربنیفر                                                     | پنسیلوانین | مسکوین    | ۳۰۷٫۰–۳۱۵٫۲ |
| کربنیفر                                                     | پنسیلوانین | باشکیرین  | ۳۱۵٫۲–۳۲۳٫۲ |
| کربنیفر                                                     | میسیسیپین  | سرپوخووین | ۳۲۳٫۲–۳۳۰٫۹ |
| کربنیفر                                                     | میسیسیپین  | ویزین     | ۳۳۰٫۹–۳۴۶٫۷ |
| کربنیفر                                                     | میسیسیپین  | تورنزین   | ۳۴۶٫۷–۳۵۸٫۹ |
| دوونین                                                      | پسین       | فامنین    | → پیش از آن |
| بخش‌بندی‌های دوره کربنیفر بر پایه کمیسیون بین‌المللی چینه‌شناسی |            |           |             |

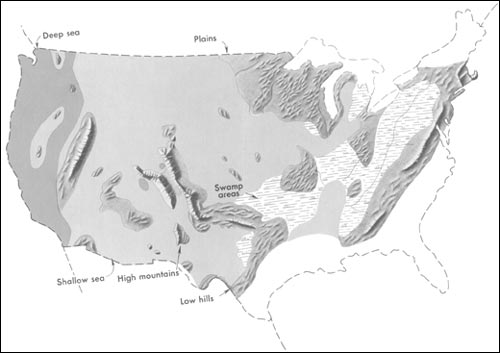
نقشه تقریبی ایالات متحده در میانهٔ دوره پنسیلوانین.

پنسیلوانین (انگلیسی: Pennsylvanian) یک زیردوره (subperiod) در مقیاس زمانی زمین‌شناسی یا یک زیرسامانه (subsystem) از گاهنگاری چینه‌شناسی است که در نیمه دوم دوره کربنیفر قرار دارد و حدود ۳۲۳،۲ تا ۲۹۸،۹ میلیون سال پیش طول کشید. نام این دوره برگرفته از ایالت پنسیلوانیا امریکا است که زغال سنگ‌های تولید این زیردوره در آن فراوانند.
همه رده‌های نوین قارچ‌ها در سنگ‌های این دوره یافت شده‌اند. دوزیستان در این دوره متنوع و فراوان بودند. نخستین خزندگان و خزنده‌چهرگان (هیلونوموس)، و نخستین گونهٔ شناخته شده هم‌کمانان (آرکائوتیریس) در این دوره یافت شده‌اند.
آب‌پرده‌داران در سیر فرگشت خود تخم تولید کردند که پیشرفت بزرگی برای آنان بود و قادرشان می‌ساخت از زندگی روی خشکی بهره بیشتری ببرند.
پنسیلوانین خود به طور رسمی به چهار بخش تقسیم می‌شود: 
- باشکیرین (۳۲۳،۲ تا ۳۱۵،۲ م.س.پ)
- مسکوین (۳۱۵،۲ تا ۳۰۷ م.س.پ)
- کازیمووین (۳۰۷ تا ۳۰۳،۷ م.س.پ)
- گژلین (۳۰۳،۷ تا ۲۹۸،۹ م.س.پ)